# Hubert Obendorfer
Hubert Obendorfer (* 29. Januar 1965 in Schwandorf) ist ein deutscher Koch und Hotelier. 

## Leben

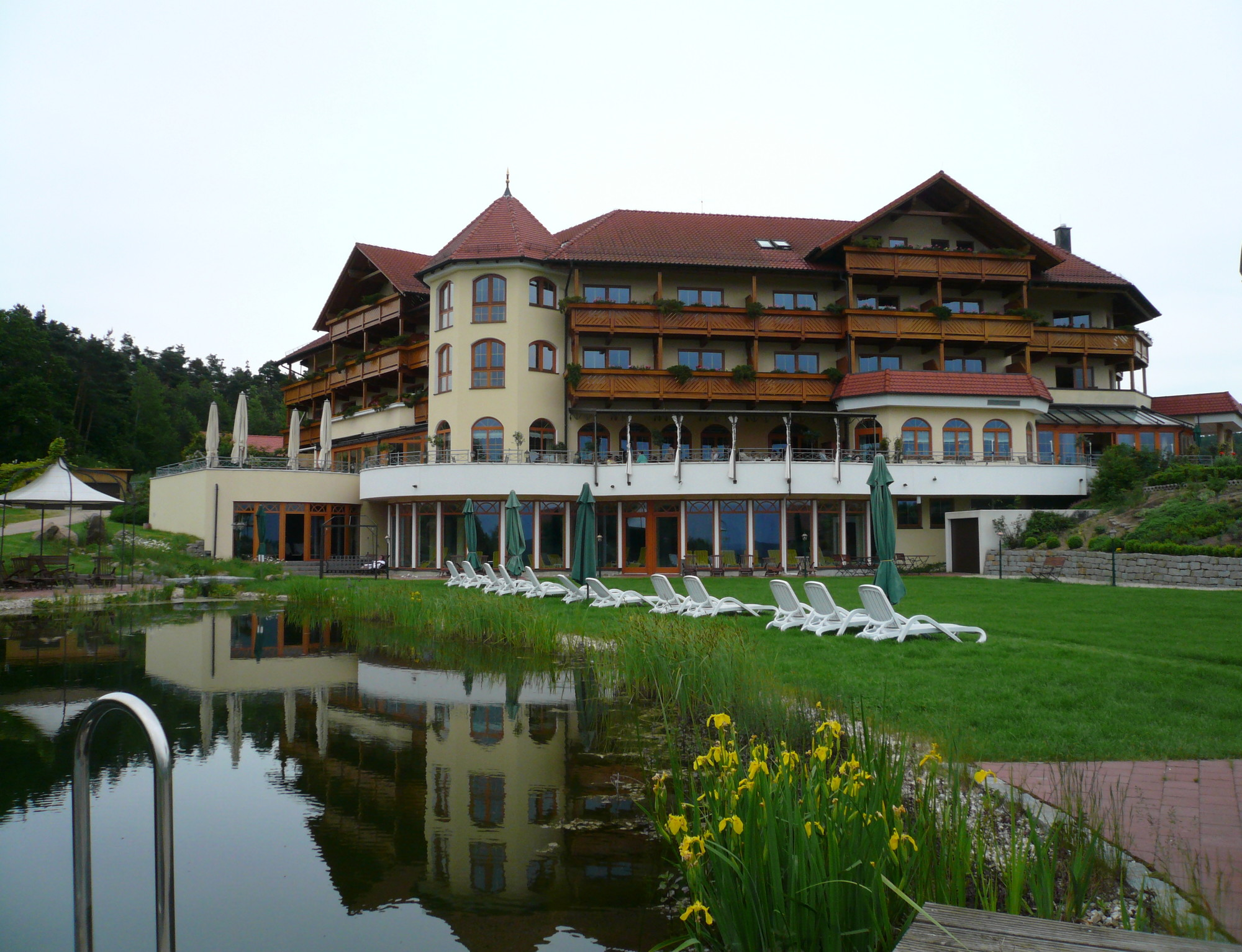
Landhotel Birkenhof mit Restaurant Obendorfers Eisvogel

Nach der Kochlehre wechselte er unter anderem zum Restaurant Schwarzwälder in München, ins Hilton Mainz und ins Restaurant Krebs in Regensburg. Zudem ist er Küchenmeister. Seine letzte Station vor der Selbstständigkeit war als stellvertretender Küchenchef im Hotel Rafael München (heute Hotel Mandarin Oriental).
Im August 1997 eröffnete er das eigene Landhotel Birkenhof bei Neunburg vorm Wald (Ortsteil Hofenstetten). Das Hotel mit Weitblick über das Oberpfälzer Seenland wird seitdem kontinuierlich erweitert.
Ab 2008 wurde sein Restaurant Eisvogel mit einem Stern im Guide Michelin ausgezeichnet. 2020 kam der zweite Michelinstern hinzu.
Seit 2022 ist sein Sohn Sebastian Obendorfer Küchenchef.
Bei Radio Charivari Regensburg gab Obendorfer in über 150 Kochsendungen Kochtipps.

## Mitgliedschaften
- Chaîne de Rôtisseurs
- Club der Köche Ratisbona

## Auszeichnungen
- 2008: Entdeckung des Jahres, Der Große Restaurant & Hotel Guide
- 2008: Ein Stern im Guide Michelin 2009[5]
- 2020: Zwei Sterne im Guide Michelin 2020

## Publikationen
- "Die feine Ostbayrische Landküche".
- "Küchenklassiker neu interpretiert",  Matthaes Verlag 2009, ISBN 978-3875150391.